# Prinses Julianapark (Sneek)
Het Prinses Julianapark, kortweg Julianapark, is een stadspark in de wijk Stationsbuurt van de stad Sneek.
Ten noorden wordt het park begrensd door de Willemstraat, ten oosten door bebouwing, ten zuiden door de Stationstraat en ten oosten door de Doctor Bouwmaweg.
Het park is vernoemd naar Juliana der Nederlanden en is ter gelegenheid van Haar geboorte gesticht. Voorheen was de Koninklijke Nederlandse Kaas- en Roomboterfabrieken aan het park gelegen. De bebouwing aan de oostzijde van het park draagt de naam Spoorzicht. Aan het park ligt bovendien de Christelijke Gereformeerde Kerk. Het beheer van het park was voorheen in handen van Vereeniging Floralia.
In 2000 is het park opnieuw aangelegd.

## Openstelling
Bezoekers kunnen het park gratis betreden.
Harinxmalandpark · 
Duinterpen · 
De Hooppark · 
Julianapark · 
De Potten · 
Rasterhoffpark · 
Spoordok · 
Wilhelminapark ·
Zwettebos

Parken in Friesland